# Liste der Baudenkmäler in Neuburg an der Kammel

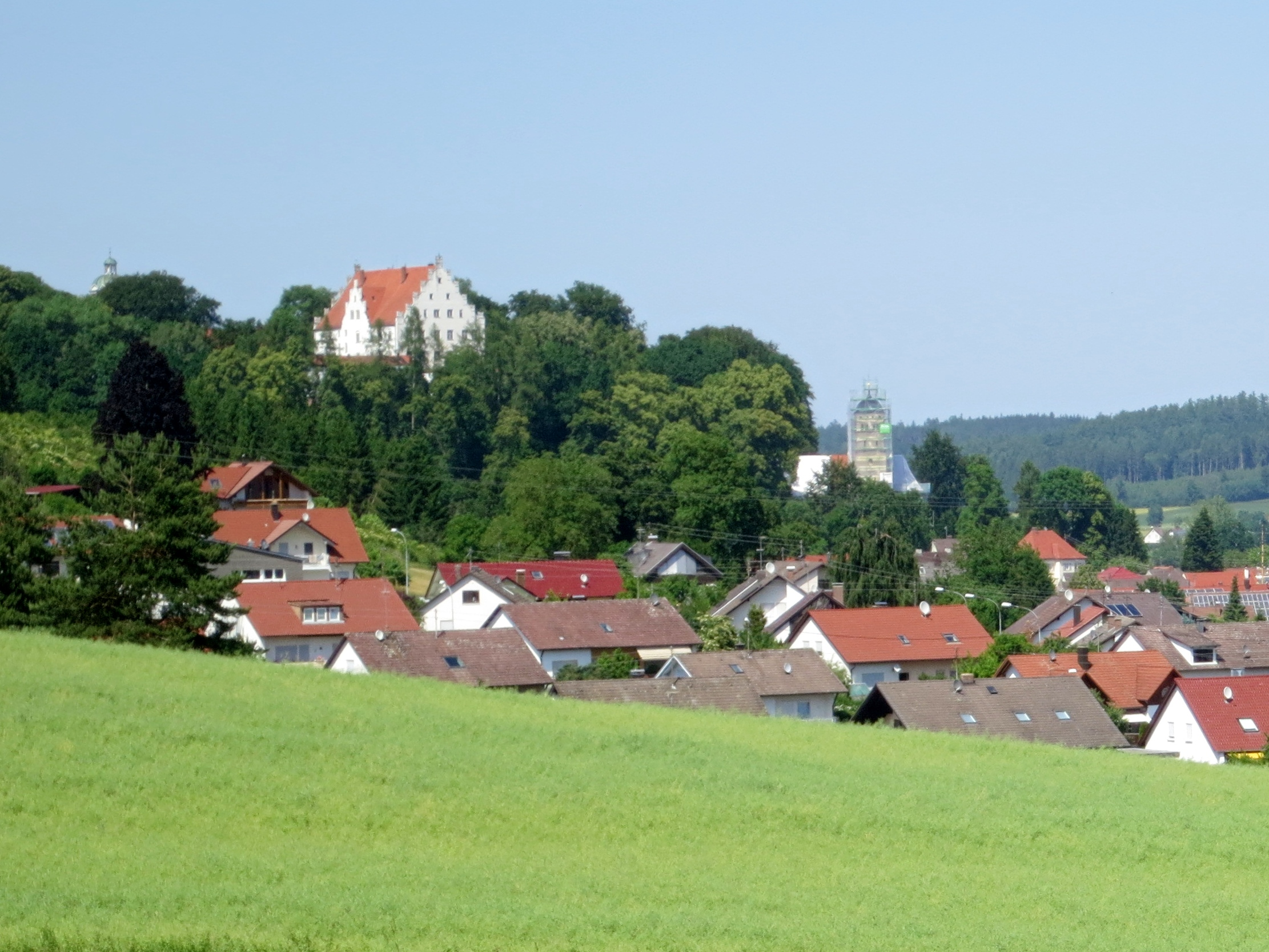
Blick auf Neuburg an der Kammel

Auf dieser Seite sind die Baudenkmäler in dem schwäbischen Markt Neuburg an der Kammel zusammengestellt. Diese Tabelle ist eine Teilliste der Liste der Baudenkmäler in Bayern. Grundlage ist die Bayerische Denkmalliste, die auf Basis des Bayerischen Denkmalschutzgesetzes vom 1. Oktober 1973 erstmals erstellt wurde und seither durch das Bayerische Landesamt für Denkmalpflege geführt wird. Die folgenden Angaben ersetzen nicht die rechtsverbindliche Auskunft der Denkmalschutzbehörde.

## Baudenkmäler nach Ortsteilen

### Neuburg
| Lage                       | Objekt                                    | Beschreibung | Akten-Nr.     | Bild                                     |
| -------------------------- | ----------------------------------------- | --- | ------------- | ---------------------------------------- |
| An der Platte 4 (Standort) | Katholische Pfarrkirche Mariä Himmelfahrt | Saalbau mit eingezogenem Chor mit Dreiseitschluss und angestelltem Südturm, Langhaus und Chor 1593 ff., Turmuntergeschoss 15. Jahrhundert; Turmaufsatz mit flacher Schweifhaube, um 1600, 1733 barockisiert, 1981 nach Westen verlängert; mit Ausstattung; Ölberg, gemauerter, mit Lisenen besetzter Ädikulapfeiler mit offener Segmentbogennische und plastischer Figurengruppe, letztes Viertel 19. Jahrhundert, nördlich der Pfarrkirche. | D-7-74-162-1  | weitere Bilder                           |
| Bergstraße 2 (Standort)    | Rathaus                                   | Historisierender zweigeschossiger Walmdachbau über hohem Sockelgeschoss, 1. Hälfte 19. Jahrhundert, Dachtragwerk und Inneres 1978 erneuert und überformt | D-7-74-162-2  | Rathaus                                  |
| Marktplatz 2 (Standort)    | Gasthof Krone                             | Stattlicher zweigeschossiger Massivbau mit hohem Walmdach und Zwerchhaus; um 1800 | D-7-74-162-45 | Gasthof Krone                            |
| Marktplatz 3 (Standort)    | Gasthaus zur Sonne (Ehemals)              | Stattlicher zweigeschossiger Satteldachbau mit Giebelprofilen, 18. Jahrhundert, bei der Instandsetzung 2009 tiefgreifend erneuert In Rundbogennische Holzfigurengruppe, Mitte 18. Jahrhundert | D-7-74-162-4  | Gasthaus zur Sonne (Ehemals)             |
| Mühlstraße 3 (Standort)    | Pfarrhaus                                 | Stattlicher zweigeschossiger Walmdachbau in Hanglage mit Treppenhausrisalit, 1725 | D-7-74-162-7  | Pfarrhaus                                |
| Mühlstraße 6 (Standort)    | Ehemaliges Benefiziatenhaus               | Zweigeschossiger traufständiger Satteldachbau in Fachwerkständerkonstruktion,teilweise verputzt, 1721, 1806/08 umgebaut | D-7-74-162-8  | Ehemaliges Benefiziatenhaus              |
| Mühlstraße 10 (Standort)   | Ehemaliges Hafnerhaus, jetzt Wohnhaus     | Zweigeschossiger giebelständiger Satteldachbau, Obergeschoss und Giebel Fachwerk, erste Hälfte 18. Jahrhundert, Dachtragwerk modern erneuert | D-7-74-162-10 | Ehemaliges Hafnerhaus, jetzt Wohnhaus    |
| Mühlstraße 20 (Standort)   | Ehemalige Mühle am Ablaß, jetzt Wohnhaus  | Stattlicher zweigeschossiger Walmdachbau, 18. Jahrhundert, stark überformt | D-7-74-162-12 | Ehemalige Mühle am Ablaß, jetzt Wohnhaus |
| Schloßweg 1 (Standort)     | Schloss                                   | Hauptbau, dreigeschossiger Satteldachbau mit Schweifgiebel, 1567 an Stelle der älteren Burg errichtet, mit zweischiffiger Kapelle, 16. Jahrhundert, erneuert 1911; mit Ausstattung Torturm, um 1567, Oberteil um 1600, mit Schildmauern beiderseits des Turms, um 1567 Wirtschaftsgebäude, ehemals Fruchtstadel, um 1567 Wirtschaftsgebäude, ehemals Ross- und Viehstall, um 1567 Einfahrt des Vorhofs mit vier Torpfeilern Schlossverwaltung, Satteldachbau, auf den Wehrgang aufgesetzt, 18./19. Jahrhundert Ringmauer, das Schlossareal auf drei Seiten umschließend, mit Wehrgang, um 1567 | D-7-74-162-13 | BW                                       |

### Edelstetten
| Lage                                       | Objekt                                                                                             | Beschreibung | Akten-Nr.     | Bild                              |
| ------------------------------------------ | -------------------------------------------------------------------------------------------------- | --- | ------------- | --------------------------------- |
| Attenhauser Straße 1 (Standort)            | Gasthaus zum roten Ochsen                                                                          | Stattlicher zweigeschossiger Satteldachbau in Ecklage, Mitte 19. Jahrhundert, Inneres weitgehend verändert | D-7-74-162-19 | Gasthaus zum roten Ochsen         |
| Kirchplatz 2 (Standort)                    | Pfarrhaus                                                                                          | Zweigeschossiger Satteldachbau mit polygonalem Erkerturm mit Zeltdach, 16./17. Jahrhundert | D-7-74-162-17 | Pfarrhaus                         |
| Kirchplatz 4 (Standort)                    | Ehemals Damenstifts-, jetzt katholische Pfarrkirche St. Johannes Baptista und Johannes Evangelista | Saalbau mit Pilastergliederung, kräftig profilierter toskanischer Fassade und eingezogenem Chor mit Halbrundapsis,1708–12 errichtet durch Simpert Kraemer, nach Entwurf von Christoph Vogt; viereckiger Turmschaft: über romanischem Unterbau zwei gotische Geschosse, 13./14. Jahrhundert, sowie zwei weitere Geschosse, 15. Jahrhundert, achteckiges oktogonales Oberteil mit Zwiebelhaube, 1700/06 durch Mang Kramer; mit Ausstattung Auf dem Friedhof Kapelle zur schmerzhaften Muttergottes, kleiner Satteldachbau mit Dreiseitchor, um 1707 Friedhofsportal, gemauerter Portalbogen mit Pilastervorlagen, Ädikula und Pfeileraufsätzen, um 1710, wohl von Simpert Kraemer | D-7-74-162-14 | weitere Bilder                    |
| Kirchplatz 6, Hagenrieder Weg 9 (Standort) | Ehemals Damenstift, jetzt fürstliches Schloss                                                      | Neubau 1682–1705 durch Michael Thumb und Ambrosius Willam; rechteckige Dreiflügelanlage um einen Hof mit Kreuzgang, dessen Südseite die Kirche einnimmt, dreigeschossig, mit Sockelgeschoss der Nord- und Westfront, mit Volutengiebeln; mit Ausstattung Im ersten Obergeschoss Heilig-Geist-Kapelle, Ende 17./Anfang 18. Jahrhundert; mit Ausstattung Wirtschaftsgebäude, mehrteilige Dreiflügelanlage aus schlichten gemauerten Satteldachbauten, bezeichnet mit 1663 Torpfeiler, 18./19. Jahrhundert Im Garten Gärtnerhaus, zweigeschossiger Walmdachbau, 1716 erbaut, wohl von Simpert Kraemer                                                                              | D-7-74-162-15 | weitere Bilder                    |
| Kirchplatz 8 (Standort)                    | Ehemals Amtshaus, jetzt Forsthaus                                                                  | Zweigeschossiger traufständiger Satteldachbau mit Rückflügel, spätes 17. Jahrhundert | D-7-74-162-44 | Ehemals Amtshaus, jetzt Forsthaus |
| Mechthildisstraße 2 (Standort)             | Bauernhaus                                                                                         | Zweigeschossiger Satteldachbau mit Giebelfachwerk, erste Hälfte 18. Jahrhundert | D-7-74-162-40 | Bauernhaus                        |
| Sankt-Michaels-Weg 6 (Standort)            | Katholische Kapelle Sankt Michael                                                                  | Kleiner Saalbau mit fünfseitig schließendem Chor und Dachreiter mit Zwiebelhaube, Langhaus im Kern romanisch, 12. Jahrhundert, Chor 15. Jahrhundert, Erneuerung um 1600, Umbau mit Errichtung der Vorhalle und des Dachreiters 1736; mit Ausstattung | D-7-74-162-16 | weitere Bilder                    |
| Simpert-Kraemer-Straße 15 (Standort)       | Gasthof zur Krone                                                                                  | Stattlicher über hohem Sockelgeschoss zweigeschossiger traufständiger Satteldachbau mit Trauf- und Sohlgesims, mehrfach bezeichnet 1734, Ausleger aus Schmiedeeisen, 1. Hälfte 18. Jahrhundert, Sudhaus, erdgeschossiger Satteldachbau, bezeichnet 1879. | D-7-74-162-18 | Gasthof zur Krone                 |
| Simpert-Kraemer-Straße 21 (Standort)       | Ehemaliges Weberhaus                                                                               | Zweigeschossiger traufständiger Satteldachbau, Giebel mit Zierfachwerk, bez. 1756 | D-7-74-162-22 | Ehemaliges Weberhaus              |
| Simpert-Kraemer-Straße 23 (Standort)       | Bauernhaus                                                                                         | Zweigeschossiger Mittertennenbau mit Fachwerkobergeschoss, 18. Jahrhundert | D-7-74-162-20 | Bauernhaus                        |
| Simpert-Kraemer-Straße 24 (Standort)       | Gasthof Bischof                                                                                    | Stattlicher zweigeschossiger Winkelbau in Ecklage mit Satteldächern, 18. Jahrhundert | D-7-74-162-21 | Gasthof Bischof                   |

### Erisweiler
| Lage                    | Objekt                        | Beschreibung | Akten-Nr.     | Bild                          |
| ----------------------- | ----------------------------- | --- | ------------- | ----------------------------- |
| Erisweiler 2 (Standort) | Fachwerkstadel mit Quertennen | Bezeichnet mit 1770, mit Erweiterung des 20. Jahrhunderts                                                             | D-7-74-162-25 | Fachwerkstadel mit Quertennen |
| Erisweiler 2 (Standort) | Katholische Kapelle St. Maria | Kleiner Saalraum, frühes 20. Jahrhundert, mit eingezogener Dreiseitapsis des späten 18. Jahrhunderts; mit Ausstattung | D-7-74-162-24 | weitere Bilder                |

### Halbertshofen
| Lage                     | Objekt                           | Beschreibung | Akten-Nr.     | Bild           |
| ------------------------ | -------------------------------- | --- | ------------- | -------------- |
| Ortsstraße 17 (Standort) | Katholische Kapelle Heilig Kreuz | Schlichter Saalbau mit oktogonalem Giebelreiter über Konsole und polygonal schließender Apsis, im Kern um 1620, im 18. Jahrhundert erhöht, Sakristeianbau 18. Jahrhundert; mit Ausstattung | D-7-74-162-26 | weitere Bilder |

### Höselhurst
| Lage                              | Objekt                               | Beschreibung | Akten-Nr.     | Bild           |
| --------------------------------- | ------------------------------------ | --- | ------------- | -------------- |
| Wattenweiler Straße 10 (Standort) | Katholische Pfarrkirche St. Nikolaus | Saalbau mit eingezogenem Chor mit Dreiseitschluss und nördlichem Satteldachturm, 1491–97, im 18. Jahrhundert mehrfach umgebaut; mit Ausstattung | D-7-74-162-27 | weitere Bilder |

### Langenhaslach
| Lage                                                     | Objekt                                                                                    | Beschreibung | Akten-Nr.     | Bild                                     |
| -------------------------------------------------------- | ----------------------------------------------------------------------------------------- | --- | ------------- | ---------------------------------------- |
| Am Feldtor 4 (Standort)                                  | Ehemaliges Bauernhaus                                                                     | Zweigeschossiger Mitterstallbau, 1848 | D-7-74-162-31 | BW                                       |
| Sankt-Martin-Platz 1 (Standort)                          | Ehemaliger Pfarrhof und Sommersitz der Äbte von Ursberg, jetzt Kindergarten und Pfarrheim | Stattlicher zweigeschossiger traufständiger Satteldachbau mit profilierten Giebelgesimsen und gemalter Architekturgliederung (rekonstruiert) in Grisailletechnik, bezeichnet 1731                                                    | D-7-74-162-29 | weitere Bilder                           |
| Sankt-Martin-Platz 2 (Standort)                          | Katholische Pfarrkirche Sankt Martin                                                      | Pilastergegliederter Saalbau mit eingezogenem fünfseitig schließendem Chor, südlich Satteldachturm mit Dreipassfriesen, Turm spätgotisch, 2. Hälfte 15. Jahrhundert, Langhaus und Chor, 1737 über älterer Grundlage; mit Ausstattung | D-7-74-162-28 | weitere Bilder                           |
| Sankt-Martin-Platz 4, 6 (Standort)                       | Ehemaliger Pfarrstadel, später Forsthaus                                                  | Stattlicher zweigeschossiger Satteldachbau, 1768, Umbau der Nordhälfte als Feuerwehrhaus, 1998 | D-7-74-162-30 | Ehemaliger Pfarrstadel, später Forsthaus |
| Tafelgehau (Standort)                                    | Lourdes-Kapelle                                                                           | Kleiner Satteldachbau mit eingezogenem Rechteckchor, 1891, Grotte im Chor 1890 | D-7-74-162-32 | weitere Bilder                           |
| Oberer Brühl (an der Straße nach Edelstetten) (Standort) | Steinkreuz                                                                                | spätmittelalterlich | D-7-74-162-33 | Steinkreuz                               |

### Naichen
| Lage                            | Objekt                                                   | Beschreibung | Akten-Nr.     | Bild           |
| ------------------------------- | -------------------------------------------------------- | --- | ------------- | -------------- |
| Naichen 15 (Standort)           | Kapelle                                                  | Neugotischer Satteldachbau, über Konsole Giebelreiter mit Spitzhelm, 1875; mit Ausstattung                                                   | D-7-74-162-34 | weitere Bilder |
| Zur Hammerschmiede 1 (Standort) | Ehemaliges Bauernhaus, jetzt Museum des Bezirks Schwaben | Zweigeschossiger Wohnstallbau mit Gesimsgliederungen, 1839, umgebaut 1892, zur Hammerschmiede gehörig; seit 1998 Museum des Bezirks Schwaben | D-7-74-162-42 | weitere Bilder |
| Zur Hammerschmiede 3 (Standort) | Hammerschmiede                                           | Zweigeschossiger Satteldachbau mit Aufzugsgaube, Kran und angebautem Turbinenhaus, 1922 über Kern von 1895; mit technischer Ausstattung      | D-7-74-162-43 | weitere Bilder |

### Wattenweiler
| Lage                                                                | Objekt                                                                 | Beschreibung | Akten-Nr.     | Bild           |
| ------------------------------------------------------------------- | ---------------------------------------------------------------------- | --- | ------------- | -------------- |
| Aspen (südöstlich des Ortes, an der Straße nach Neuburg) (Standort) | Bildstock                                                              | Reich profilierter Pfeiler mit Nischengehäuse und flachem Pyramidendach, 18. Jahrhundert | D-7-74-162-39 | Bildstock      |
| Dorfstraße 8 (Standort)                                             | Katholische Kapelle Sankt Antonius Eremita (sogenannte Schlosskapelle) | Satteldachbau mit Dreiseitchor und Giebelreiter mit Spitzhelm erste Hälfte 18. Jahrhundert; Giebelreiter 19. Jahrhundert, am Schlossberg; mit Ausstattung | D-7-74-162-36 | weitere Bilder |
| Maria-Eich-Weg 2 (Standort)                                         | Katholische Wallfahrtskirche Maria Feldblume                           | Saalbau mit querschiffartig erweitertem Ostjoch und eingezogenem Halbrundchor, die Türme der Doppelturmfassade nur im Unterbau bis unter Dach ausgeführt, wohl nach Plänen von Michael Thumb, 1684/86, Umgestaltung durch Joseph Dossenberger d. J., 1761; mit Ausstattung | D-7-74-162-37 | weitere Bilder |
| Pfarrer-Kast-Weg 1 (Standort)                                       | Katholische Pfarrhaus                                                  | Stattlicher zweigeschossiger Satteldachbau mit Kastenerker und kräftigen Solgesimsen, 1696 | D-7-74-162-38 | weitere Bilder |
| Pfarrer-Kast-Weg 4 (Standort)                                       | Katholische Pfarrkirche Sankt Petrus und Paulus                        | Neugotischer Backsteinbau mit Stufengiebeln, eingezogenem Chor mit Dreiseitschluss und schlankem Westturm mit Spitzhelm, von Georg von Stengel, 1856/57; mit Ausstattung                                                                                                   | D-7-74-162-35 | weitere Bilder |

## Ehemalige Baudenkmäler
In diesem Abschnitt sind Objekte aufgeführt, die früher einmal in der Denkmalliste eingetragen waren, jetzt aber nicht mehr. Objekte, die in anderem Zusammenhang also z. B. als Teil eines Baudenkmals weiter eingetragen sind, sollen hier nicht aufgeführt werden. Aktennummern in diesem Abschnitt sind ehemalige, jetzt nicht mehr gültige Aktennummern.

| Lage                             | Objekt   | Beschreibung                          | Akten-Nr.    | Bild     |
| -------------------------------- | -------- | ------------------------------------- | ------------ | -------- |
| Neuburg Mühlbachweg 4 (Standort) | Wohnhaus | Mit Satteldach, Mitte 19. Jahrhundert | D-7-74-162-6 | Wohnhaus |

## Abgegangene Baudenkmäler
In diesem Abschnitt sind Objekte aufgeführt, die früher einmal in der Denkmalliste eingetragen waren, jetzt aber nicht mehr existieren, z. B. weil sie abgebrochen wurden. Aktennummern in diesem Abschnitt sind ehemalige, jetzt nicht mehr gültige Aktennummern.

| Lage                                          | Objekt                   | Beschreibung                                                                                                 | Akten-Nr.     | Bild                     |
| --------------------------------------------- | ------------------------ | --- | ------------- | ------------------------ |
| Neuburg Kesselstraße 4 (Standort)             | Bauernhaus               | Mit Fachwerkgiebel, 18. Jahrhundert                                                                          | D-7-74-162-3  | Bauernhaus               |
| Neuburg Marktplatz 5 (Standort)               | Wohnhaus                 | mit Satteldach, um 1800 durch Neubau ersetzt                                                                 | D-7-74-162-5  | Wohnhaus                 |
| Langenhaslach Edelstetter Straße 1 (Standort) | ehemaliger Gasthof Adler | Satteldachbau mit vorkragendem Obergeschoss, im Kern 18. Jahrhundert; am 3. Januar 2018 durch Brand zerstört | D-7-74-162-41 | ehemaliger Gasthof Adler |